# Labrisomus cricota
Labrisomus cricota is een straalvinnige vissensoort uit de familie van slijmvissen (Labrisomidae). De wetenschappelijke naam van de soort is voor het eerst geldig gepubliceerd in 2002 door Sazima, Gasparini & Moura.